# Annemarie Nissen
Annemarie Nissen (* 8. Juli 1994) ist eine dänische Leichtathletin, die sich auf den 800-Meter-Lauf spezialisiert hat und seit 2022 den dänischen Landesrekord über diese Distanz hält. Zu Beginn ihrer Karriere war sie auch im Hürdenlauf und Sprint aktiv.

## Sportliche Laufbahn
Erste internationale Erfahrungen sammelte Annemarie Nissen im Jahr 2017, als sie bei der Sommer-Universiade in Taipeh mit der dänischen 4-mal-100-Meter-Staffel mit 46,29 s im Vorlauf ausschied. Zudem kam sie im 400-Meter-Hürdenlauf mit 65,39 s nicht über die erste Runde hinaus. 2019 schied sie bei den Studentenweltspielen in Neapel mit 60,79 s erneut in der Vorrunde über 400 m Hürden aus und 2022 schied sie bei den Europameisterschaften in München mit 57,71 s ebenfalls im Vorlauf aus. Im September lief sie in Ungarn die 800 Meter in 2:00,58 min und stellte damit einen neuen dänischen Landesrekord auf und löste damit die bisherige Bestmarke von Karen Gydesen aus dem Jahr 1994 ab. Im Dezember gelangte sie bei den Crosslauf-Europameisterschaften in Turin mit 17:47 min auf Rang acht mit der dänischen Mixed-Staffel. Im Jahr darauf schied sie bei den Halleneuropameisterschaften in Istanbul mit 2:03,70 min im Vorlauf über 800 Meter aus. Im Juni wurde sie bei der 2. Liga der Team-Europameisterschaft im Rahmen der Europaspiele in Chorzów in 2:01,23 min Sechste. Anschließend verbesserte sie den Landesrekord in Finnland auf 2:00,10 min und schied im August bei den Weltmeisterschaften in Budapest mit 2:00,47 min in der ersten Runde aus. 2025 kam sie bei den Halleneuropameisterschaften in Apeldoorn im Vorlauf über 800 Meter nicht ins Ziel.
2019 wurde Nissen dänische Meisterin im 400-Meter-Lauf sowie 2022 über 400 m Hürden und 2023 und 2024 über 800 Meter. Zudem wurde sie 2020, 2022 und 2023 Hallenmeisterin über 400 Meter sowie 2022, 2023 und 2025 auch im 800-Meter-Lauf.

## Persönliche Bestleistungen
- 400 Meter: 54,81 s, 26. Juni 2021 in Odense
  - 400 Meter (Halle): 54,68 s, 13. Februar 2022 in Uppsala
- 600 Meter: 1:27,07 min, 12. Juli 2023 in Lüttich
- 800 Meter: 2:00,10 min, 8. August 2023 in Tampere (dänischer Rekord)
  - 800 Meter (Halle): 2:02,15 min, 31. Januar 2025 in Erfurt (dänischer Rekord)
- 400 m Hürden: 57,04 s, 11. Juni 2022 in Genf